# Drepanosticta palauensis
Drepanosticta palauensis – gatunek ważki z rodziny Platystictidae.